# Junkers Ju 187
O Junkers Ju 187 foi um projecto da Junkers para a concepção de uma aeronave capaz de substituir o lendário, porém antiquado, Junkers Ju 87. Durante a Batalha da Grã-Bretanha tornou-se evidente que o Ju 87 estava demasiado velho para fazer frente às novas máquinas aéreas do inimigo. Assim, foi criado um projecto onde "este novo Ju 87" teria trem de aterragem retráctil, melhor armadura e melhor armamento, e uma cauda/leme rotativo, para que o atirador atrás pudesse disparar à vontade contra o inimigo atrás da aeronave. Contudo, o projecto foi cancelado pelo governo alemão pois a performance desta aeronave não seria melhor do que a do velho Ju 87 Stuka.